# Philipp Mainländer
Philipp Mainländer, nacido como Philipp Batz (Offenbach del Meno, Imperio alemán, 5 de octubre de 1841-Offenbach del Meno, 1 de abril de 1876) fue un filósofo y poeta alemán. Siendo de los principales seguidores de la filosofía de Schopenhauer, ejerció una fuerte influencia en las obras de Nietzsche, Cioran y Albert Caraco.
Pesimista radical, Mainländer sostuvo que el principio del tiempo correspondía a la muerte de Dios y de la espiritualidad. Apoyó la virginidad y el suicidio como medios para minimizar la creación de vida y nuevo sufrimiento.
Su obra capital, Die Philosophie der Erlösung (Filosofía de la redención), fue publicada un día antes de su muerte. Se suicidó a los 34 años de edad, en 1876.

## Cosmogonía de la filosofía de la redención
En la cosmovisión de Mainländer, Dios existió en un principio como un todo y como unidad primordial. Es la muerte de ese Dios originario el punto de partida de la historia universal, que en lo físico se caracteriza por la pluralidad y en lo moral por la necesidad del sufrimiento. La historia del universo se encuentra así enmarcada por esas leyes fundamentales.
Pero los fragmentos dispersos del Dios primordial desesperan por reunirse nuevamente, para lo cual necesitan destruir la diversidad para resucitarlo. Solo por tal medio podrán reencontrar la unidad originaria, en definitiva, lograr la resurrección del Dios originario. Jorge Luis Borges describe poéticamente la visión de Mainländer en la siguiente cita:

"...pienso en aquel trágico  Philipp Batz......imaginó que somos fragmentos de un Dios, que en el principio de los tiempos se destruyó, ávido de no ser. La historia universal es la oscura agonía de esos fragmentos"

Así, la no existencia sería preferible a la existencia, lo que en la lógica de Mainländer justifica el propio aniquilamiento como forma de redención. La negativa a perpetuarse y la búsqueda de la autodestrucción serían así coherentes con la dinámica del ciclo del ser de Mainländer.